# Kahurangi (fleuve)
Le fleuve Kahurangi (en anglais : Kahurangi River) est un cours d’eau, très court, situé dans le nord-ouest de l’Île du Sud de la Nouvelle-Zélande.

## Géographie
Il s’écoule à travers le nord-ouest du Parc national de Kahurangi, atteignant la Mer de Tasman juste au Sud de Kahurangi Point.